# Lars Carlsson (konstnär, född 1933)
Lars Carlsson, född 1933 i Sörmland, är en svensk konstnär.
Carlsson studerade vid Pernbys målarskola i Stockholm och under studieresor till Italien, Paris, Portugal och Spanien. Han har ställt ut i separat Stockholm och i ett flertal landsortskommuner, samt medverkat i samlingsutställningar i Paris och Sydfrankrike. 